# Gwyneth Paltrow
Gwyneth Kate Paltrow (en inglés: /ˈpæltrəʊ/; Los Ángeles, 27 de septiembre de 1972) es una actriz y cantante estadounidense. Es ganadora de un Óscar, un Globo de Oro y dos Premios del Sindicato de Actores todos ellos por su interpretación de Viola de Lesseps en la película Shakespeare in Love (1998). Recibió su estrella en el Paseo de la Fama de Hollywood en 2010.
Es actualmente conocida mundialmente por haber interpretado a Virginia «Pepper» Potts en las películas del Universo cinematográfico de Marvel Iron Man (2008), Iron Man 2 (2010) The Avengers (2012), Iron Man 3 (2013), Spider-Man: Homecoming (2017), Avengers: Infinity War (2018) y Avengers: Endgame (2019).

## Biografía
Nacida el 27 de septiembre de 1972 en Los Ángeles (California), es hija del productor y director Bruce Paltrow (1943-2002) y de la actriz Blythe Danner. Su padre era judío Ashkenazi de origen bielorruso y su madre es una cuáquera de origen alemán y de más lejana ascendencia barbadense blanca. El tatara-tatara-abuelo, de Gwyneth cuyo apellido era "Paltrowicz", fue un rabino en Nowogrod, Polonia originario de una familia de Cracovia. Su hermano, Jake Paltrow, también es director y sus primas, Sam Paltrow y Katherine Moennig, son actrices. Creció celebrando tanto las fiestas judías como las cristianas. Es prima segunda de la antigua congresista por Arizona, Gabrielle Giffords por su padre. Su tío materno es el cantante de ópera Harry Danner cuya hija, Hillary Danner, es en consecuencia su prima y amiga muy cercana. Otra de sus primas, con quien cofundó la compañía WeWork, es Rebekah Paltrow Neumann,que está casada con el multimillonario de origen israelí Adam Neumann.
Estudió un semestre de Historia del Arte en la Universidad de California, pero su inquietud artística la llevó a buscar trabajo como actriz en Nueva York. Su ambiente familiar la ayudó en esta tarea: su padrino es Steven Spielberg, el cual le dio un pequeño papel en Hook (1991), donde interpretó a la joven Wendy. Más tarde se dio a conocer con trabajos en películas de bajo presupuesto, como Flesh and Bone, junto a Meg Ryan y Dennis Quaid. Pero fue el papel de Tracy Millis en Seven (1995), de David Fincher, el que le dio fama internacional, aunque ésta no fue tanto gracias a su trabajo, como a su relación sentimental con Brad Pitt. Su reconocimiento artístico llegó con Shakespeare in Love (1998), dirigida por John Madden, por la cual ganó el Óscar y un Globo de Oro, interpretando a Viola de Lesseps.

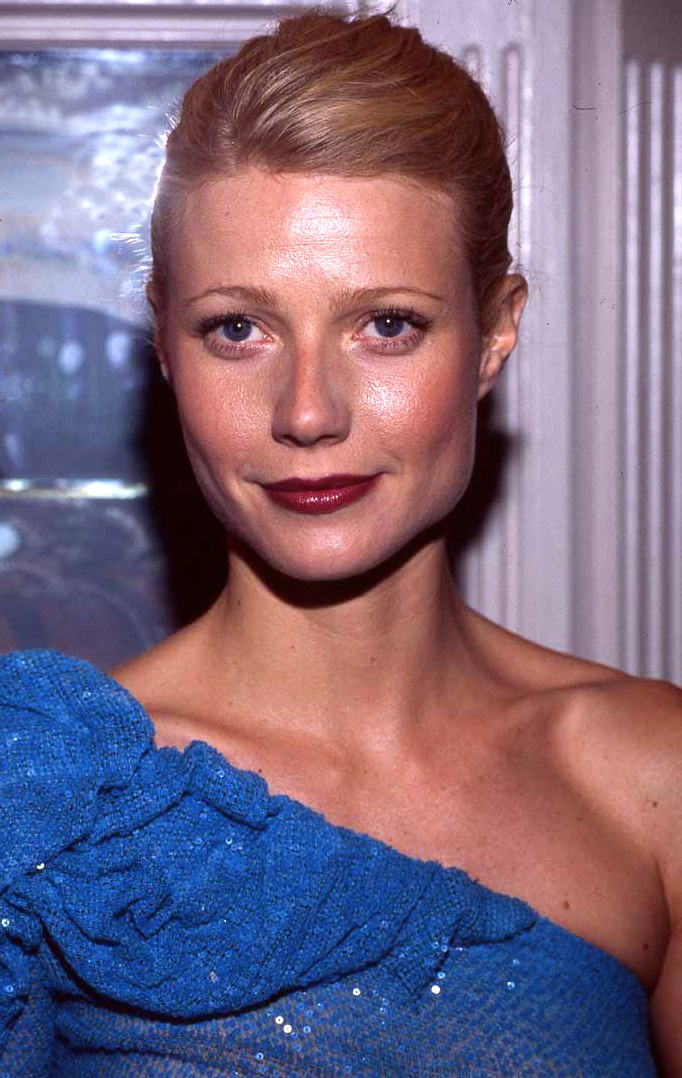
Gwyneth Paltrow en el Festival de cine de Toronto 2000.

Paltrow habla español, ya que vivió como estudiante de intercambio en la localidad española de Talavera de la Reina (Toledo), que la ha nombrado hija adoptiva. Entiende también el francés, aunque no lo domina completamente. También ha interpretado las canciones "Bette Davis Eyes", "Just My Imagination" junto a Babyface y "Cruising Together" junto a Huey Lewis, canciones pertenecientes a la banda sonora de la única película en la que participó junto a su padre: Duets, así como "Coming Home" en la película Country Strong en 2011, que le valió una nominación como mejor canción original en los Globos de Oro.
Ha actuado junto a su madre en Sylvia, donde interpreta a la poetisa americana Sylvia Plath, y en Cruel Doubt. Además participó en la primera película de su hermano, The Good Night (2007), estrenada en el Festival de Cine de Sundance.
En 2007, protagonizó el spot navideño de Freixenet junto al coreógrafo y bailarín Ángel Corella.
En 2008, interpretó a Pepper Potts en Iron Man, que posteriormente se transformaría en trilogía de Iron Man, y su personaje también se extendió a las películas de The Avengers, Spider-Man: Homecoming, Avengers: Infinity War y Avengers: Endgame.
Por primera vez, en 2010 aceptó un papel para una serie de televisión. En Glee interpreta a Holly Holliday una maestra sustituta e interpreta varias canciones, incluyendo un mashup de "Singing in the Rain" y "Umbrella" de la cantante Rihanna, la canción "Forget You" de Cee Lo Green, la canción "Conjunction Junction" de Schoolhouse Rock! Rocks, "Nowadays / Hot Honey Rag" del musical Chicago, "Landslide" de Stevie Nicks, "Turning Tables" de Adele y "Do You Wanna Touch Me" de Joan Jett.
En 2012 se anunció que Paltrow iba a encarnar a la fotógrafa Dora Maar en la película 33 días de Carlos Saura, que trataría sobre el pintor Pablo Picasso cuando realizó el famoso cuadro Guernica. Antonio Banderas iba a interpretar el papel principal; pero diversas dificultades impidieron el inicio del rodaje.
En abril de 2013 la revista People nombró a Paltrow como la mujer más bella del mundo de 2013. La actriz de cuarenta años encabeza la lista anual de la edición especial "Mujeres más bellas del mundo" de People, se anunció el miércoles 24 de abril de 2013. "En la casa ando en jeans y una camiseta. En realidad ni uso maquillaje", comentó Paltrow sobre su selección.

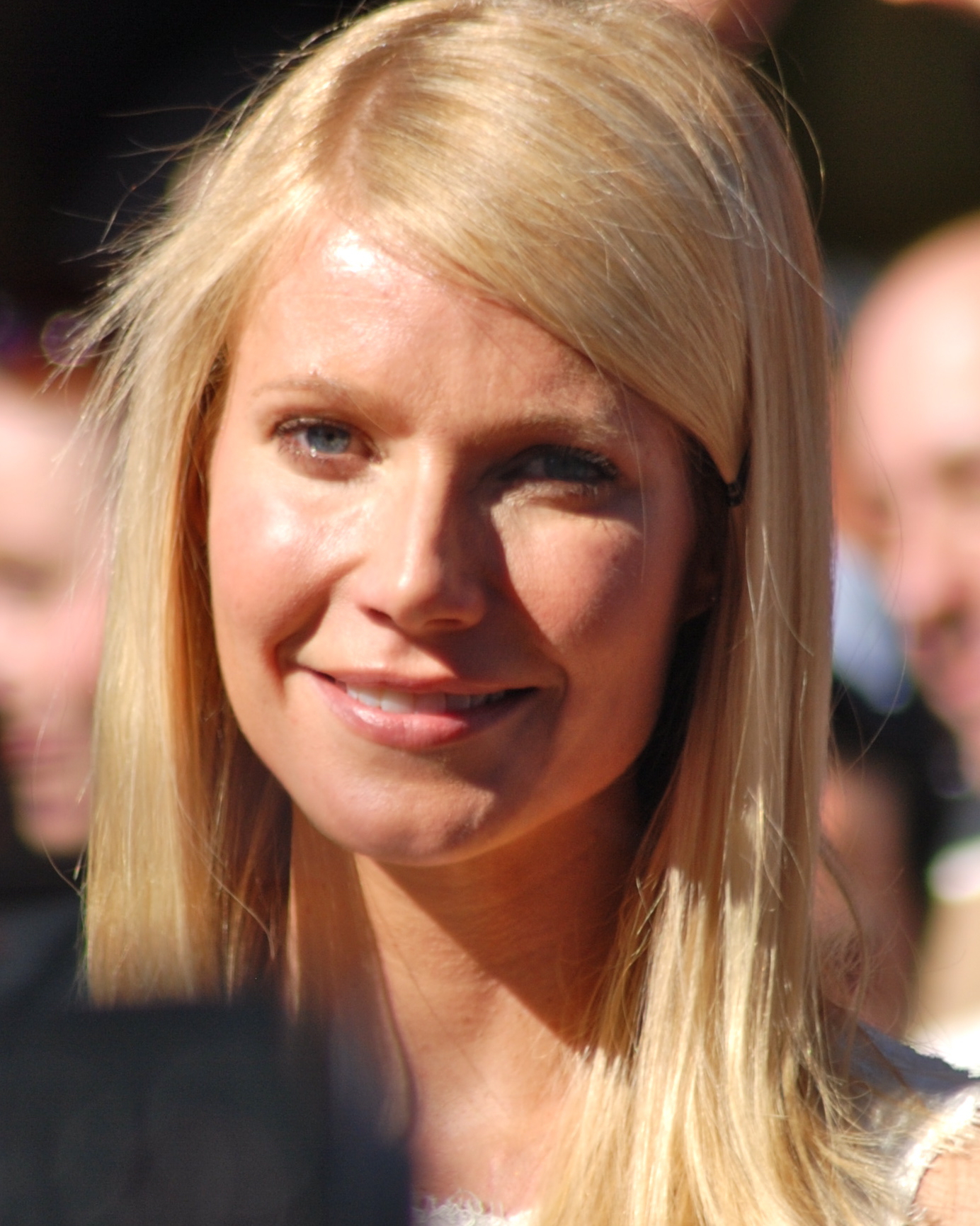
Paltrow en el Paseo de la Fama de Hollywood 2010.

En febrero de 2019, a dos meses del estreno de Avengers: Endgame, Gwyneth publicó en Instagram una emotiva despedida del Universo Marvel, en la que manifestó que ya estaba “demasiado mayor para ponerse un traje”. Tras más de 10 años interpretando el papel de Pepper Potts, la actriz puso fin al personaje y no formará parte de las cintas que vendrán, aunque también dejó claro que está dispuesta a volver a interpretar a la asistente y esposa de Tony Stark si se lo piden.

## Vida personal
A los 24 años, Paltrow se comprometió con el actor Brad Pitt, con quien había salido desde 1994 a 1997. El compromiso se canceló porque según ella no estaba lista para casarse. Posteriormente comentaría que esa fue su primera relación con otra celebridad y que le enseñó a tener discreción respecto a sus relaciones sentimentales.
Tuvo una relación intermitente con el actor Ben Affleck desde 1997 hasta finales del año 2000. Primero habían roto a comienzos de 1999; luego Paltrow convenció a Affleck de protagonizar la película Bounce con ella y durante la grabación comenzaron a salir nuevamente hasta romper definitivamente en octubre del 2000.
Llegó a ser amiga cercana de su colega, la actriz Winona Ryder en su juventud, de la cantante Madonna quien intentó convencerla de entrar a la Kabbalah hasta romper su amistad a mediados del 2010 y de Beyoncé desde mediados de 2006, llegando a ser niñera de su hija Blue Ivy.
A raíz de la muerte de su padre intenta seguir una dieta libre de alimentos procesados con vegetales que ella misma cultiva, desde el año 2013 practica meditación trascendental y aclaró que desde su juventud fumaba un cigarrillo por semana, pero en 2018 había parado de hacerlo.
En 2017, Paltrow reveló que durante la filmación de la película Emma en 1996, sufrió acoso sexual por parte del productor de cine Harvey Weinstein. Se lo contó a su entonces prometido Brad Pitt, quien confrontó a Weinstein en un evento. Weinstein luego le advirtió a ella que no lo revelara a nadie más. Ese mismo año Paltrow fue una de las fuentes importantes para un artículo escrito en el New York Times, por las periodistas Jodi Kantor y Megan Twohey acerca de la conducta sexual inapropiada del productor.
En enero de 2019, un optometrista retirado, Terry Sanderson, demandó a Paltrow por la cantidad de $ 3,1 millones reclamando que tres años antes ella impactó contra él practicando esquí en el Deer Valley Resort de Park City, Utah causándole lesión cerebral permanente. Paltrow realizó una contrademanda en febrero declarando que en realidad era él quien había chocado contra ella primero. Pidió 1 dólar simbólicamente por los daños que se le ocasionaron al igual que un reembolso por los trámites legales.

### Matrimonios

#### Chris Martin
En octubre de 2002, Paltrow comenzó a salir con el músico Chris Martin luego de haberse conocido en el backstage de un concierto de su banda Coldplay en la ciudad de Londres, esto tres semanas después del fallecimiento de su padre Bruce Paltrow en Italia, quien antes de morir por complicaciones imprevistas de su cáncer de garganta había compartido con ella en unas vacaciones en Europa. Se "escaparon" cuatro días después de haber recibido la noticia por parte de los médicos en Manhattan de su primer embarazo, recibieron su licencia el 5 de diciembre de 2003 y se casaron en una boda secreta sin invitados en un hotel de Santa Bárbara, California. Pasaron parte de su luna de miel en las afueras del Cabo San Lucas.
Paltrow dio a luz a dos hijos de esta unión: una niña, llamada Apple Martin nacida en Londres en mayo de 2004 y un niño llamado Moses Martin, nacido en abril de 2006 en Nueva York. El nombre de Moses está inspirado en una canción del mismo nombre que Martin había escrito sobre sus sentimientos por ella. El actor Simon Pegg y el compañero de banda de Martin, Jonny Buckland fueron escogidos como los padrinos de Apple.
Ella bajó su ritmo de trabajo como actriz luego de convertirse en madre y también sufrió de depresión posparto luego de dar a luz a su hijo en 2006, que Martin por entonces le identificó y la ayudó a superarla. En el año 2008 dijo estar intentando tener un tercer hijo con su entonces esposo y en marzo del año 2013 reveló que siempre quiso tener más hijos, pero que ya había sufrido un aborto espontáneo que casi la lleva a la muerte y se desanimó. Ese mismo año en una entrevista para Glamour UK dijo: «Una vez le pregunté a mi padre, '¿Cómo se mantuvieron mamá y tú casados por 33 años? Él respondió, 'Bueno, nunca nos quisimos divorciar al mismo tiempo'. Creo que eso es lo que ocurre, cuando dos personas arrojan la toalla al mismo tiempo, entonces terminas, pero si la persona te dice 'Vamos, podemos hacerlo', continuas».
En marzo de 2014, Paltrow anunció oficialmente en el sitio web de su empresa Goop que ella y Martin se separaban luego de 10 años de matrimonio describiéndolo (literalmente al español) como "desparejamiento consciente" (conscious uncoupling) y que "a pesar de todo eran una familia y estarían de varias maneras más unidos que antes". Justo después del anuncio pasaron unas vacaciones familiares con sus hijos en Bahamas. En su comunicado estuvieron el Dr. Habib Sadeghi (de quien ella recibió ayuda para afrontar la separación) y su esposa la Dra. Sherry Sami, quienes explicaron que el «"Conscious uncoupling" es la habilidad de entender que cada molestia y discusión (dentro del matrimonio) es señal de hacer introspección e identificar la negatividad interna que necesita ser sanada,» según Sadeghi. Agregaron: "Desde esa perspectiva, no hay nadie que sea el malo, sólo dos personas, es acerca de las personas como individuos, no solamente como pareja."
En abril del año 2015, Paltrow introdujo los papeles de divorcio en la corte de Los Ángeles, que fue finalizado por un juez el 14 de julio de 2016, y donde se reveló que desde el año 2013 estaban separados físicamente del otro y que se acordó la custodia compartida de los niños dentro de un documento privado firmado por ambos donde también agregaron otros términos como la no manutención por ser excónyuges, etc. Actualmente mantienen una relación cordial por sus hijos y poseen una habitación en cada una de sus propias casas donde el otro puede quedarse a dormir.

#### Brad Falchuk
Luego del anuncio oficial de su separación con Martin, Paltrow comenzó a salir con el productor Brad Falchuk, a quien había conocido previamente en el set de Glee de 2010 mientras ella participaba en varios episodios y él era guionista de la serie. La pareja finalmente hizo pública su relación en abril del año 2015. Anunciaron su compromiso en enero del año 2018 y en abril su amiga Cameron Díaz organizó su despedida de soltera en México, en la lista de invitadas estaban incluidas Stella McCartney, Drew Barrymore, Kate Hudson y Reese Witherspoon. En septiembre celebraron una discreta ceremonia matrimonial en su mansión de The Hamptons, Long Island. Sus hijos y su padre adoptivo de su intercambio en España asistieron a la boda. Falchuk había estado casado desde 1994 con la productora Suzanne Bukinik, quien pidió el divorcio en 2013 y con quien tiene dos hijos.

## Otros proyectos

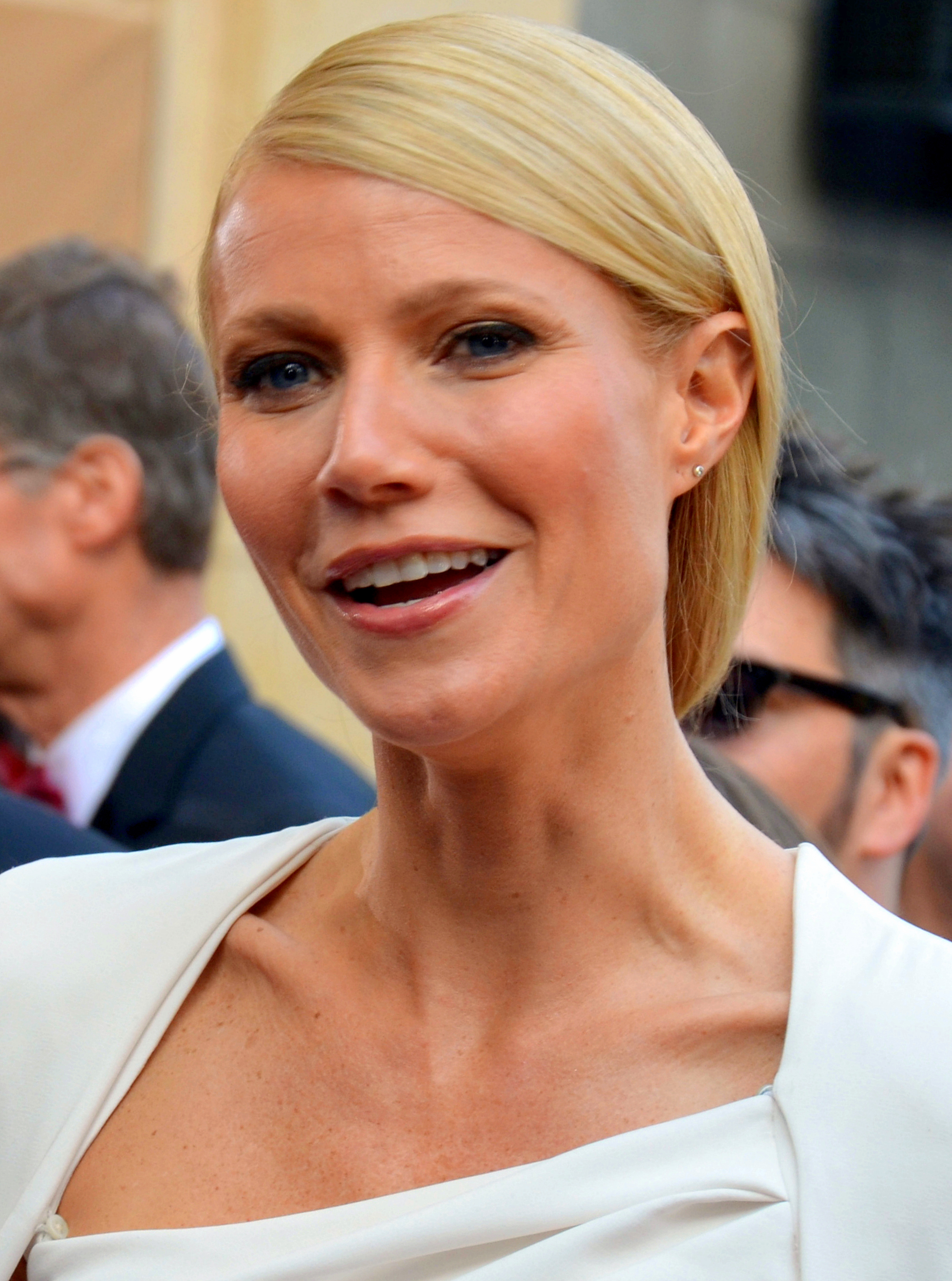
Paltrow en la alfombra roja de la 84.ª edición de los Premios Óscar en 2012.

### Activismo
Paltrow es parte de Save the Children como embajadora para crear conciencia en el Día Mundial de la Neumonía. Está afiliada a la Robin Hood Foundation, una organización que trabaja por aliviar la pobreza en la ciudad de Nueva York.
En octubre de 2014, fue anfitriona de una recolección de fondos para el Partido Demócrata de Estados Unidos a la cual asistió el entonces presidente Barack Obama en su residencia privada de Los Ángeles.
En mayo de 2019 hizo nuevamente una recaudación de fondos, esta vez para un candidato presidencial demócrata del año 2020, Pete Buttigieg.

### Audiolibros
En 2008, Paltrow hizo de narradora del libro «The Brown Bear & Friends» de Bill Martin Jr., el primero de otros audiolibros infantiles que narró en los que se encuentran «The Brown Bear & Friends» el cual le valió una nominación al Grammy a Mejor álbum de palabra hablada para niños, y los subsiguientes "Brown Bear, Brown Bear, What Do You See?", "Baby Bear, Baby Bear, What Do You See?", "Panda Bear, Panda Bear, What Do You See?", y "Polar Bear, Polar Bear, What Do You Hear?".

### Moda
En mayo de 2005, se volvió el rostro del perfume Pleasures de Estée Lauder. Apareció en Chicago el 17 de agosto de 2007 para autografiar botellas del perfume y el 8 de julio de 2008 promocionó el perfume Sensuous junto a otras modelos como Elizabeth Hurley en Nueva York. Estée Lauder donó un mínimo de $500,000 por las ventas de la colección "Pleasures Gwyneth Paltrow" para la investigación del cáncer de mama. En 2006 se volvió imagen de Bean Pole International, una marca coreana, en 2011 fue imagen de la marca Coach y en 2014 se asoció con Blo Blow Bar en su equipo creativo. También ha sido imagen de campañas para TOUS, Dior, Max Factor, Hugo Boss, Lindex y Tod’s.

### Goop
En septiembre de 2008, Paltrow hizo el lanzamiento de su propia publicación de estilo de vida Goop. Goop se expandió a una compañía de internet, http://Goop.com, la cual pasó de tener su sede principal en el Reino Unido a Estados Unidos en el año 2016. Según ella, el nombre se le ocurrió por alguien que le dijo que las compañías de internet exitosas tenían dos letras “O” en sus nombres, y que "es un apodo, como el de mi nombre que es GP, allí es de donde provino todo. Quería un nombre que significase nada y algo al mismo tiempo." Su web comenzó a hacer comercio en línea con marcas de ropa, promocionando ventas express, una sección de medicina alternativa, una revista impresa, un podcast, y una serie documental que será lanzada en Netflix.
Goop, y por extensión Paltrow han atraído las críticas por promocionar la venta de productos costosos y por promover tratamientos que científicamente son imposibles, algunos con consecuencias perjudiciales para la salud. Dentro de sus controversias están la vaporización vaginal, el uso de huevos de jade, un dispositivo de enema de café, y Body vibes, unos adhesivos que tienen el objetivo de "equilibrar la frecuencia energética corporal", de los cuales se afirmó que estaban hechos de material desarrollado por la NASA. Goop enfrentó una causa judicial por sus falsas afirmaciones acerca de los huevos de jade.
Jill Avery, experta en negocios ha denotado la respuesta de Goop hacia sus detractores, que parece estar diseñada a "fortalecer su empresa y atraer más consumidores" haciendo uso del feminismo, medicina alternativa, filosofía oriental y el apoyo a políticas antisistema.

### Cocina
En octubre de 2007, Paltrow firmó su aparición para la serie de televisión de PBS, Spain... on the Road Again, que mostraba la Cocina española y cultura de España. En 2008, Paltrow coescribió el libro Spain... A Culinary Road Trip junto al chef Mario Batali. En 2011, escribió los libros My Father's Daughter: Delicious, Easy Recipes Celebrating Family and Togetherness, cuya autoría por un negro se disputa, y Notes From the Kitchen Table. Dos años más tarde público el libro It's All Good: Delicious Easy Recipes That Will Make You Look Good and Feel Great, que promovía la controvertida dieta de eliminación, y un prólogo para un libro de Ross Matthews llamado Man Up! Tales of My Delusional Self-Confidence. En 2016, Paltrow publicó su libro de cocina: It's All Easy: Delicious Weekday Recipes for the Super-Busy Home Cook.

## Filmografía

### Cine
| Año  | Título                                | Papel                    | Notas |
| ---- | ------------------------------------- | ------------------------ | --- |
| 1991 | Shout                                 | Rebecca                  | |
| 1991 | Hook                                  | Wendy Darling (joven)    | |
| 1993 | Malice                                | Paula Bell               | |
| 1993 | Flesh and Bone                        | Ginnie                   | |
| 1994 | La señora Parker y el círculo vicioso | Paula Hunt               | |
| 1995 | Higher Learning                       | Estudiante               | |
| 1995 | Jefferson en París                    | Patsy Jefferson          | |
| 1995 | Seven                                 | Tracy Mills              | |
| 1995 | Mujeres bajo la Luna                  | Lucy Trager              | |
| 1996 | The Pallbearer                        | Julie DeMarco            | |
| 1996 | Sydney                                | Clementine               | |
| 1996 | Emma                                  | Emma Woodhouse           | |
| 1998 | Out of the Past                       | Narradora                | |
| 1998 | Sliding Doors                         | Helen Quilley            | |
| 1998 | Hush                                  | Helen Baring             | |
| 1998 | Grandes esperanzas                    | Estella                  | |
| 1998 | A Perfect Murder                      | Emily Bradford Taylor    | |
| 1998 | Shakespeare in Love                   | Viola de Lesseps         | Ganadora - Óscar a la mejor actriz, Globo de Oro a la mejor actriz - comedia o musical y Premio SAG a la mejor actriz |
| 1999 | The Talented Mr. Ripley               | Marge Sherwood           | |
| 2000 | The intern                            | Ella misma               | |
| 2000 | A dúo                                 | Liv Dean                 | |
| 2000 | Bounce                                | Abby Janello             | |
| 2001 | The anniversary party                 | Skye Davidson            | |
| 2001 | Los excéntricos Tenenbaums            | Margot Tenenbaum         | |
| 2001 | Amor ciego                            | Rosemary                 | |
| 2002 | Buscando a Debra Winger               | Ella misma               | |
| 2002 | Austin Powers in Goldmember           | Ella misma/Dixie Normous | |
| 2002 | Possession                            | Maud Bailey              | |
| 2003 | View from the Top                     | Donna Jensen             | |
| 2003 | Sylvia                                | Sylvia Plath             | |
| 2004 | Sky Captain and the World of Tomorrow | Polly Perkins            | |
| 2005 | Proof                                 | Catherine Llewellyn      | Nominada - Globo de Oro a la mejor actriz - drama                                                                     |
| 2006 | Infamous                              | Kitty Dean               | |
| 2006 | Love and Other Disasters              | Hollywood Jacks          | |
| 2006 | Recortes de mi vida                   | Hope Finch               | |
| 2007 | The Good Night                        | Dora Shaller             | |
| 2008 | Two Lovers                            | Michelle Rausch          | |
| 2008 | Iron Man                              | Pepper Potts             | |
| 2010 | Iron Man 2                            | Pepper Potts             | |
| 2010 | Country Strong                        | Kelly Canter             | |
| 2011 | Glee: The 3D Concert Movie            | Holly Holliday           | |
| 2011 | Contagio                              | Elizabeth "Beth" Emhoff  | |
| 2012 | Amor sin control                      | Phoebe                   | |
| 2012 | The Avengers                          | Pepper Potts             | |
| 2013 | Iron Man 3                            | Pepper Potts             | |
| 2015 | Mortdecai                             | Johanna                  | |
| 2017 | Man in Red Bandana                    | Narradora                | |
| 2017 | Spider-Man: Homecoming                | Pepper Potts             | |
| 2018 | Avengers: Infinity War                | Pepper Potts             | |
| 2019 | Avengers: Endgame                     | Pepper Potts             | |
| 2025 | Marty Supreme                         | TBA                      | |

### Televisión
| Año              | Título                      | Papel                                      | Notas                                                       |
| ---------------- | --------------------------- | ------------------------------------------ | ----------------------------------------------------------- |
| 1992             | Cruel Doubt                 | Angela Pritchard                           |                                                             |
| 1993             | Deadly relations            | Carol Ann Fagot Applegarth Holland         |                                                             |
| 1997             | Thomas Jefferson            | Nieta de Jefferson                         |                                                             |
| 1999- 2011       | Saturday Night Live         | Ella misma/Conductora/Múltiples personajes | 6 episodios                                                 |
| 2000             | Clerks: the animated series | Ella misma                                 | Voz                                                         |
| 2009             | Spain... on the road Again  | Ella misma                                 | Programa culinario de 13 episodios                          |
| 2010             | The marriage ref            | Ella misma como panelista                  | Episodio: «Gwyneth Paltrow/Jerry Seinfeld/Greg Giraldo»     |
| 2011             | Who Do You Think You Are?   | Ella misma                                 | Episodio: «Gwyneth Paltrow»                                 |
| 2010- 2011; 2014 | Glee                        | Holly Holliday                             | 5 episodios                                                 |
| 2012             | The New Normal              | Abby                                       | Episodio: «Piloto»                                          |
| 2014             | Web Therapy                 | Maya Ganesh                                | 2 episodios                                                 |
| 2016             | Nightcap                    | Gwyneth                                    | Episodio: «A-List Thief»                                    |
| 2017             | Planet of the Apps          | Ella misma                                 | Actúa como mentora                                          |
| 2019             | The Chef Show               | Ella misma                                 | Programa culinario; episodio: «Gwyneth Paltrow / Bill Burr» |
| 2019             | The Politician              | Georgina Hobart                            | Papel principal                                             |

## Obras publicadas
- Paltrow, Gwyneth (2011). My Father's Daughter: Delicious, Easy Recipes Celebrating Family & Togetherness. Grand Central Life & Style. ISBN 978-0446557313.
- Paltrow, Gwyneth (2011). Notes from My Kitchen Table. Grand Central Life & Style. ISBN 978-0752227894.
- Paltrow, Gwyneth (2013). It's All Good: Delicious, Easy Recipes That Will Make You Look Good and Feel Great. Grand Central Life & Style. ISBN 978-1455522712.
- Sadeghi Habib - Paltrow, Gwyneth - Foreword (2017). The Clarity Cleanse: 12 Steps to Finding Renewed Energy, Spiritual Fulfillment and Emotional Healing. ISBN 1455542245.
- Paltrow, Gwyneth (2019). The Clean Plate: Eat, Reset, Heal. Grand Central Life & Style.

## Premios y distinciones
Premios Óscar
| Año  | Categoría    | Película            | Resultado |
| ---- | ------------ | ------------------- | --------- |
| 1999 | Mejor actriz | Shakespeare in Love | Ganadora  |

Premios Globo de Oro
| Año  | Categoría                        | Película            | Resultado |
| ---- | -------------------------------- | ------------------- | --------- |
| 1998 | Mejor actriz - Comedia o musical | Shakespeare in Love | Ganadora  |
| 2005 | Mejor actriz - Drama             | Proof               | Nominada  |

Premios del Sindicato de Actores
| Año  | Categoría     | Película            | Resultado |
| ---- | ------------- | ------------------- | --------- |
| 1998 | Mejor actriz  | Shakespeare in Love | Ganadora  |
| 1998 | Mejor reparto | Shakespeare in Love | Ganadora  |

Premios Emmy
| Año  | Categoría                                | Trabajo | Resultado |
| ---- | ---------------------------------------- | ------- | --------- |
| 2011 | Mejor actriz invitada - Serie de comedia | Glee    | Ganadora  |

Premios People's Choice
| Año  | Categoría             | Serie | Resultado |
| ---- | --------------------- | ----- | --------- |
| 2012 | Mejor actriz invitada | Glee  | Nominada  |

Premios Satellite
| Año  | Categoría                                   | Película             | Resultado |
| ---- | ------------------------------------------- | -------------------- | --------- |
| 1996 | Mejor actriz - Musical o Comedia            | Emma                 | Ganadora  |
| 1998 | Mejor actriz - Musical o Comedia            | Shakespeare in Love  | Nominada  |
| 2001 | Mejor Actriz de Reparto - Musical o Comedia | The Royal Tenenbaums | Nominada  |

Premios Saturn
| Año  | Categoría               | Película | Resultado |
| ---- | ----------------------- | -------- | --------- |
| 1995 | Mejor actriz de reparto | Se7en    | Nominada  |
| 2008 | Mejor actriz            | Iron Man | Nominada  |